# Bzovik (Servië)
Bzovik (Servisch cyrillisch Бзовик) is een plaats in de Servische gemeente Kraljevo. De plaats telt 205 inwoners (2002).